# Звездара II
Звездара II је урбано насеље у општини Звездара у граду Београду, које се налази у југоисточном делу општине.
Северно предграђе Звездаре, данас је углавном усредсређено на окретницу аутобуске линије 65. У насељу се налази Звездарска шума, као и институције Астрономска опсерваторија, Институт Михајло Пупин и Медицинска школа Београд.
У насељу се такође налази неколико фудбалских стадиона, укључујући стадионе ФК 29. новембар, ФК Звездара и ФК Млади пролетер. Звездара II административно чини локалну заједницу Северни булевар у општини Звездара.
Према попису из 1981. године у насељу је живело 6976 становника, 1991. 6592, 2002. живело је 7748 становника, а према попису из 2011. године у насељу је живело 6129 становника.
Звездара II граничи се се насељима Ћалије, Стара Карабурма, Булбулдер, Миријево I и са Новим гробљем.